# نی-یو
شافر چیمر اسمیت (به انگلیسی: Shaffer Chimere Smith) (زاده ۱۸ اکتبر ۱۹۷۹) که بیشتر با لقب نی-یو، شناخته می‌شود، خواننده، ترانه‌سرا، بازیگر و طراح نماهنگ آمریکایی است.
او در فیلم آخرین رقص را نگه دار ۲ بازی کرده‌است.

## داوری در مسابقه جهان رقص
نی-یو یکی از داوران مسابقه جهان رقص است. این برنامه در شبکه ان بی سی آمریکا پخش می‌شود.

## زندگی شخصی
او یک دورگه از پدری آمریکایی آفریقایی‌تبار و مادری آمریکایی آفریقایی‌تبار و آمریکایی چینی‌تبار است.

## زندگی هنری
او در سال ۲۰۰۶ به حرفهٔ خوانندگی روی آورد، اما پیش از آن از
۱۹۹۹ ترانه‌سرا بود. بسیاری از کارهای ریانا، کریس براون، یانگ استون، آشر، سلین دیون، اسنوپ داگ، بیانسه، جی زی و حتی جنت جکسون را نی-یو سروده‌است. همچنین او از سال ۲۰۰۷ تا به حال بارها جایزه‌هایی چون جایزه گرمی و بت اوارد و حتی مسابقات موسیقی آمریکایی‌ها را از آن خود کرده‌است. جدیدترین ویدئو کلیپ او به نام نزدیکتر خود شاهکاری برای زیبایی بصری‌اش بود، که تصویر و نوشته را در قالب کلیپ و در کنار هم به زیبایی گرد آورده بود او در سال ۲۰۱۱ در آهنگی بسیار معروف و جنجالی با نایار وپیت بول توانست بخواند همچنین در سال ۲۰۱۲ با انتشار آهنگ بسیار زیبای دختر بگذار من عاشقت شوم جز اهنگ‌های تک به حساب می‌آمد که سریعاً در آمریکا پخش شد وباعث ملاقات غیررسمی او با دف جم شد.
او توانست در سال ۲۰۱۳ با آهنگی که با دیوید گاتا و ایکان به نام سخت بازی می‌کنم به اوج محبوبیت خود برسد.